# Боротьба за права (фільм, 1913)
«Боротьба за права» (англ. The Fight for Right) — американська короткометражна драма режисера Оскара Апфеля 1913 року.

## У ролях
- Розмарі Тебі — Мері Дюрленд
- Ірвінг Каммінгс — Джон Ворд — хлопець Мері
- Ральф Льюїс — містер Дюрленд — батько Мері
- Ірен Гоулі
- Оскар Апфель